# Famille Dachselhofer
La famille Dachselhofer est une famille bourgeoise de Berne.

## Histoire
La famille est issue d'une famille zurichoise portant le même nom.

## Charges exercées par la famille
Hans Dachselhofer est membre du Grand Conseil de Berne dès 1534.
Johann Rudolf est membre du Grand Conseil de Berne dès 1727, bailli d'Aubonne de 1733 à 1739, conseiller secret en 1742, membre du Petit Conseil de Berne de 1743 à 1756, trésorier du Pays de Vaud de 1746 à 1752 et délégué à la Diète fédérale en 1747.